# 拉马德莱娜站
拉马德莱娜站是法国的一个铁路车站，位于法国北部诺尔省市镇拉马德莱娜境内，靠近里尔。

## 位置
拉马德莱娜站位于拉马德莱娜市区的北部，里尔－加来铁路5.617公里处，同时也是里尔－科米讷铁路的起点。车站大致呈东西走向，正门开口朝南。
由于拉马德莱娜站位于里尔城市圈范围内，境内城市公共交通较为发达，因此该站使用人数较少。

## 设施
拉玛德莱娜站设有人工售票窗口，开放时间如下：
- 周一至五：9:00-18:00
- 周六：9:00-12:15和13:15-17:00
- 周末及节假日：关闭

## 停靠线路
以下列车线路在拉马德莱娜站停靠：
| 拉马德莱娜站列车线路表 |                     |        |                                  |              |
| 线路                   | 车种                | 上一站 | 下一站                           | 大致运行频率 |
| 里尔—阿兹布鲁克        | TER Hauts-de-France | 里尔   | 圣安德烈                         | 每天2趟      |
| 里尔—阿尔芒蒂耶尔      | TER Hauts-de-France | 里尔   | 圣安德烈                         | 每天5趟左右  |
| 里尔—科米讷            | TER Hauts-de-France | 里尔   | 马尔凯特/瓦布尔希/德勒河畔凯努瓦 | 每天4趟左右  |
| 1. 2. 3.               |                     |        |                                  |              |

## 配套交通

### 长途客车
拉马德莱娜站附近暂无固定的长途客车路线。当铁路线施工或罢工时，SNCF可能会提供途径该线路沿途站点的大巴车，上下车地点位于车站东侧的公交车站处，其车票可与SNCF的同线路车票通用。

### 城市公共交通
| 拉马德莱娜站附近的市内公共交通线路 |                       | |
| 公交车站名称                       | 位置                  | 停靠线路 |
| 拉马德莱娜火车站                   | 拉马德莱娜站 东侧30米 | L91 里尔-弗朗德火车站 ↔ 阿吕安-古诺 12 欧布尔丹-公园 ↔ 马尔克-战略地砖 / 鹅舍 86 里尔-弗朗德火车站 ↔ 科米讷-市政府 88 里尔-弗朗德火车站 ↔ 科米讷-市政府 Corolle 1 阿斯克新城-市政厅 （顺时针环行线） Corolle 2 阿斯克新城-市政厅 （逆时针环行线） |
| 1. 2.                              |                       | |

## 临近车站
| 拉马德莱娜站（Gare de La Madeleine） |                  |                    |
| 上行车站                             | 线路             | 下行车站           |
| 里尔弗朗德站 5.6km ←                 | 里尔－加来铁路   | 圣安德烈站 → 2.1km |
| （起点）                             | 里尔－科米讷铁路 | 马尔凯特站 → 2.5km |
| - 本表仅显示运营中的线路及车站       |                  |                    |